# Fellner Ferenc (botanikus)
Fellner Ferenc (Pest, 1847. november 14. – Budapest, 1913. június 10.) kötélverőmester, műkedvelő kertész, botanikus.

## Életrajza
Hazai és külföldi növényekből gazdag kerteket létesített Pesten és Budán. A "Pesti Kertészkedők Társulata" egyik alapító tagja. Szemlőhegyi arborétumos kertjét a fővárosnak ajándékozta.
Budapesten halt meg 66 évesen, 1913. június 10-én.